# Бакалари
Бакалари (лат. Gadus) су род морских риба из породице Gadidae. Припадају врстама које живе у хладним водама, претежно на дну. Све врсте су комерцијалне, а најпознатија је атлантски бакалар (G. morhua), који се лови у водама око Лофотских острва у Норвешкој.

## Врсте
До недавно су биле препознате само три врсте из овог рода: атлантски, пацифички и гренландски бакалар. Савремена таксономија признаје и четврту врсту, аљаског бакалара (G. chalcogrammus). Штавише, према истој систематизацији гренландски бакалар (G. ogac) више се не сматра посебном врстом, већ подврстом пацифичког бакалара (G. macrocephalus).

## Распрострањеност
- Атлантски бакалар (G. morhua) живи у Атлантском океану. У западном Атлантику распрострањен је северно од рта Хатерас у Северној Каролини, и око обе обале Гренланда и Лабрадорског мора, док се у источном Атлантику налази од Бискајског залива, северно до Северног леденог океана, укључујући Балтичко море, Северно море, Хебридско море, [13] воде око Исланда и Баренцово море.[6]
- Пацифички бакалар (G. macrocephalus) живи углавном дуж континенталног појаса, од Жутог мора до Беринговог мореуза, дуж Алеутских острва и на југу до Лос Анђелеса. Налази се до дубине од 900 метара, где живи у великим јатима Налази се у огромним школама.[7] Најновије молекуларно-генетске анализе сугеришу да су пацифички и гренландски бакалар заправо једна иста врста. и да је гренландски бакалар само новији синоним за пацифичког,[5] али Интегрисани таксономски информациони систем (ITIS) и даље наводи G. ogac као важеће име.[8] Ова промена би, уколико се усвоји, у великој мери проширила географски опсег пацифичког бакалара.
- Гренландски бакалар (G. morhua) налази се у континенталном појасу Северног леденог океана и у северозападном делу Атлантског океана, а станиште му се протеже од Аљаске до западног Гренланда, а затим према југу дуж канадске обале до залива Сен Лорен и острва Кејп Бретон.[9][7]
- Аљаски бакалар или Аљаски полок широко је распрострањен у северном Пацифику, са највећим концентрацијама у источном Беринговом мору.[10] Веома мале популације генетски идентичне врсте пронађене су у Баренцовом мору, у водама северне Норвешке и Русије.[11]

| Image | Име                                | Научно име                         | Макс. дужина (цм) | Просечна дужина (цм) | Макс. тежина (кг) | Макс. старост (година) | трофички ниво | IUCN статус   |
| ----- | ---------------------------------- | ---------------------------------- | ----------------- | -------------------- | ----------------- | ---------------------- | ------------- | ------------- |
|       | Атлантски бакалар или само бакалар | Gadus morhua Linnaeus, 1758        | 200               | 100                  | 96.0              | 25                     | 4.4           | Рањива врста  |
|       | Пацифички бакалар                  | Gadus macrocephalus Tilesius, 1810 | 119               |                      | 22.7              | 18                     | 4.0           | Није на листи |
|       | Гренландски бакалар                | Gadus ogac Richardson, 1836        | 77.0              |                      |                   | 12                     | 3.6           | Није на листи |
|       | Аљаски бакалар или Аљаски полок    | Gadus chalcogrammus Pallas, 1811   | 91.0              |                      | 3.85              | 15                     | 3.5           | Није на листи |

## Галерија слика
- Укрцавање бакалара уловљених помоћу рибарских мрежа (1916)
- Рибари лове бакаларе поред обала Норфолка (графика канадског сликара и рибара Бернарда Мартина)
- Сушење бакалара на обали
- Сушени и усољени бакалар
- Специјализована продавница бакалара у Лисабону

Бакалар у хералдици
- Грб на штиту који се чува у катедрали у Генту (Белгија)
- Грб града Персеа у Квебеку (Канада)
- Грб општине Ваган у округу Нордланд (Норвешка)